# Eleuterio Andrade Cárcamo
Eleuterio Andrade Cárcamo; (Chiloé, 3 de agosto de 1788 - Cauquenes, 1856). Hijo de don Mariano Colmeneros de Andrade y Cárcamo y su segunda esposa, Javiera de Cárcamo y Andrade. Casado en Concepción en 1810, con María Josefa Rojas y Ponte. 
Fue alférez de la milicia de Concepción, vecino del comercio y síndico del Cabildo de la misma ciudad (1812). Patriota, comandante de la compañía de Santa Juana, Arauco, Hualqui y Florida. Propietario de la hacienda Ritopel, en la zona de Cauquenes.

## Actividades políticas
- Síndico del Cabildo de Concepción (1812).
- Teniente de las milicias de Concepción (1813).
- Contador de la Escuadra Nacional, designado por Bernardo O'Higgins (1821).
- Administrador del Estanco de Cauquenes (1824).
- Diputado pipiolo, representante de Itata (1825-1826 y 1827-1828).
- Diputado representante de Ancud, Quinchao y Castro (1828-1829).
- Diputado representante de Itata (1829-1830).